# No Phone
No Phone – singel zespołu Cake promujący płytę "Pressure Chief", pierwszy singiel z tej płyty. Singiel odniósł duży sukces, dotarł do 13 miejsca na Modern Rock Tracks.

## Spis utworów
1. No Phone" - 3:51